# Straight Into Love
A Straight Into Love (magyarul: Egyenesen a szerelembe) a szlovén Hannah Mancini dala, mellyel Szlovéniát képviselte a 2013-as Eurovíziós Dalfesztiválon, Malmőben. A dal belső kiválasztás során nyerte el a dalversenyen való indulás jogát.

## Eurovíziós Dalfesztivál
2013. február 1-jén a Radiotelevizija Slovenija (RTVSLO) bejelentette, hogy az énekesnő képviseli Szlovéniát az Eurovíziós Dalfesztiválon, ezzel először nem rendezve nemzeti válogatót az ország eurovíziós történetében. Versenydalát 2013. február 14-én az RTVSLO egy erre az alkalomra megrendezett dalbemutató műsorában mutatta be.
A dalt az Eurovíziós Dalfesztiválon először a május 14-i első elődöntőben adta elő, fellépési sorrendben harmadikként az Észtországot képviselő Birgit Et uus saaks alguse című dala után és a Horvátországot képviselő Klapa s mora Mižerja című dala előtt. Az elődöntőben a tizenhatodik, utolsó helyen végzett, így nem jutott tovább a május 18-i döntőbe.
A következő szlovén induló Tinkara Kovač Round and Round című dala volt a 2014-es Eurovíziós Dalfesztiválon.